# Dominikanergasse (Augsburg)

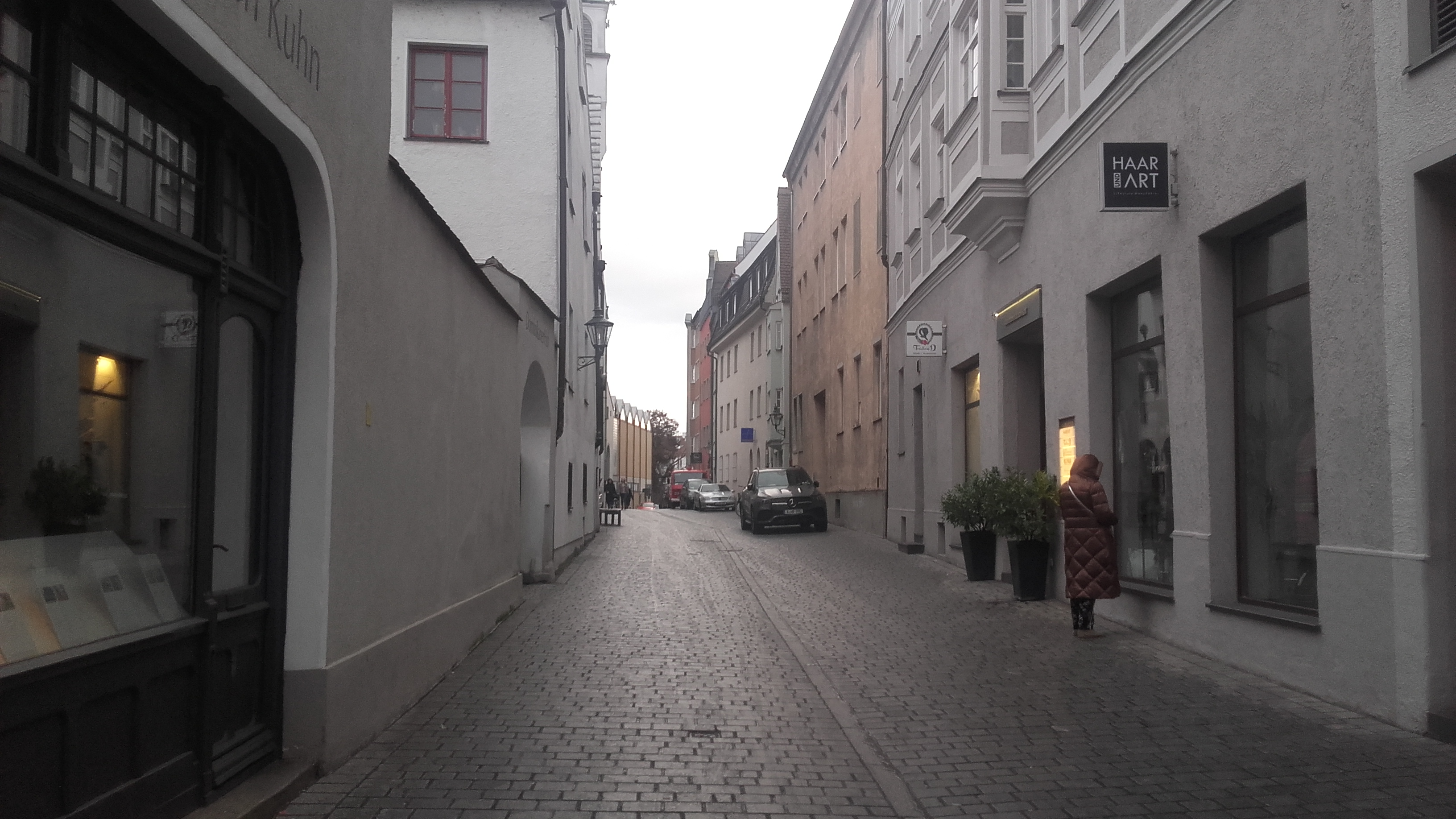
Dominikanergasse in Augsburg mit Blickrichtung Süden (2023)

Die Dominikanergasse ist eine etwa 150 Meter lange Straße in der Altstadt von Augsburg. Ihr Name leitet sich von dem Dominikanerkloster ab, das im Zweiten Weltkrieg weitgehend zerstört wurde und dessen letzter Rest vor Ort die Dominikanerkirche ist. Die Straße befindet sich im Stadtbezirk Lechviertel, östliches Ulrichsviertel auf einer natürlichen Hangkante, die Augsburgs Oberstadt vom Lechviertel trennt, und verläuft ungefähr in Nord-Süd-Achse parallel zur Maximilianstraße. An ihrem nördlichen Ende ist sie die Verlängerung der Wintergasse, am südlichen Ende geht sie nahtlos in den Predigerberg über, der ebenfalls nach einem Kloster benannt ist. Über die Kirche hinaus befinden sich noch fünf weitere Häuser auf der Straße, die als Baudenkmal in der Bayerischen Denkmalliste eingetragen sind. Dazu gehören u. a. die Stiftungskapelle St. Antonius und das Haus Dominikanergasse 7.
2015 erfolgte eine grundhafte Erneuerung der gesamten Straße mit Umwandlung in einen Verkehrsberuhigten Bereich. Die neu geschaffene Mischverkehrsfläche wurde dabei mit einem Granitpflasterbelag versehen.
Im Jahr 2022 wurde bekannt, dass die Dominikanergasse (gemeinsam mit der Wintergasse) bei den Planungen für eine autofreie Maximilianstraße mit einbezogen werden soll. Ab Mai 2023 wird ein Testlauf mit Sperrung der Straße für den Individualverkehr und Einrichtung einer Fußgängerzone für ein Jahr durchgeführt.

## Galerie

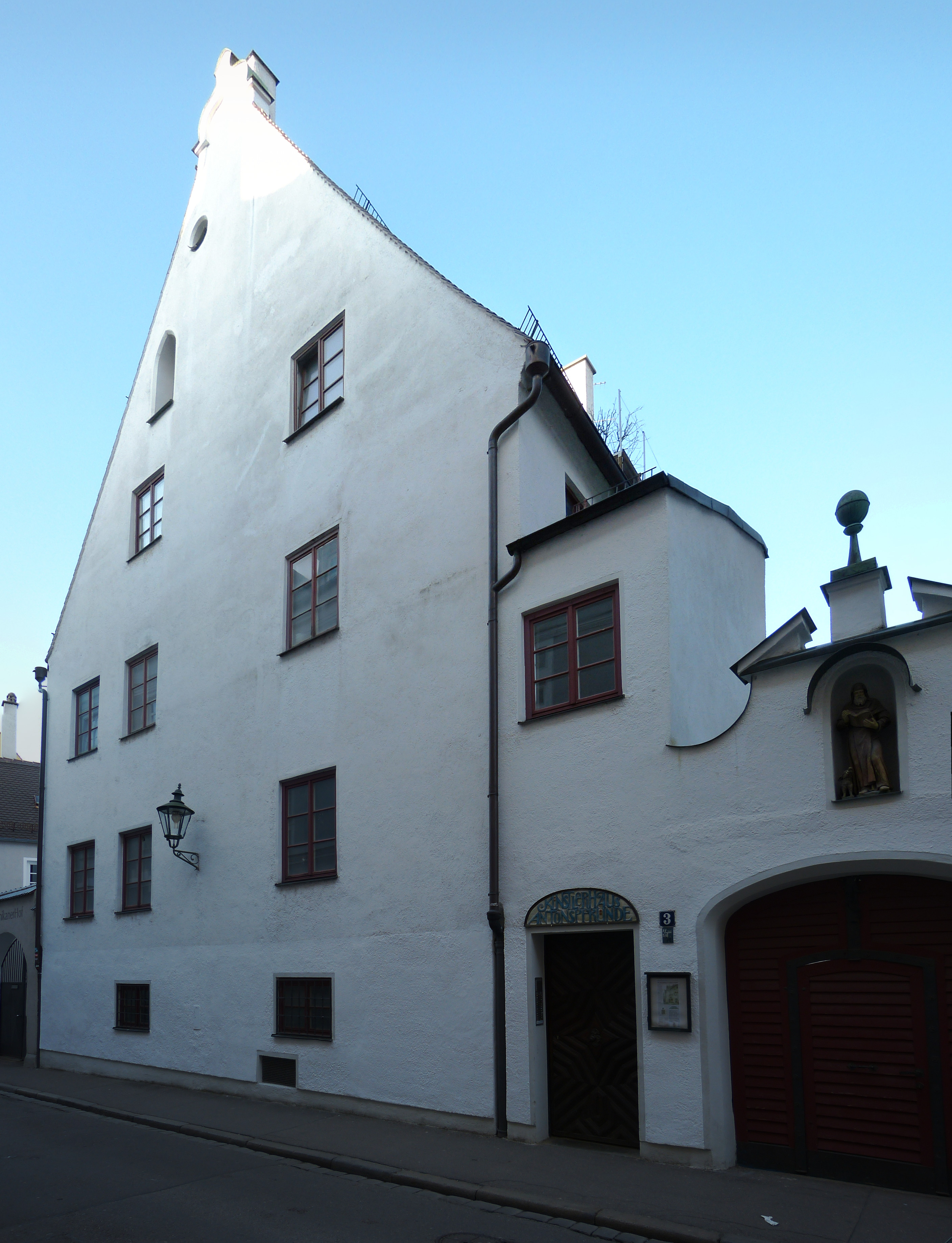
Dominikanergasse 3
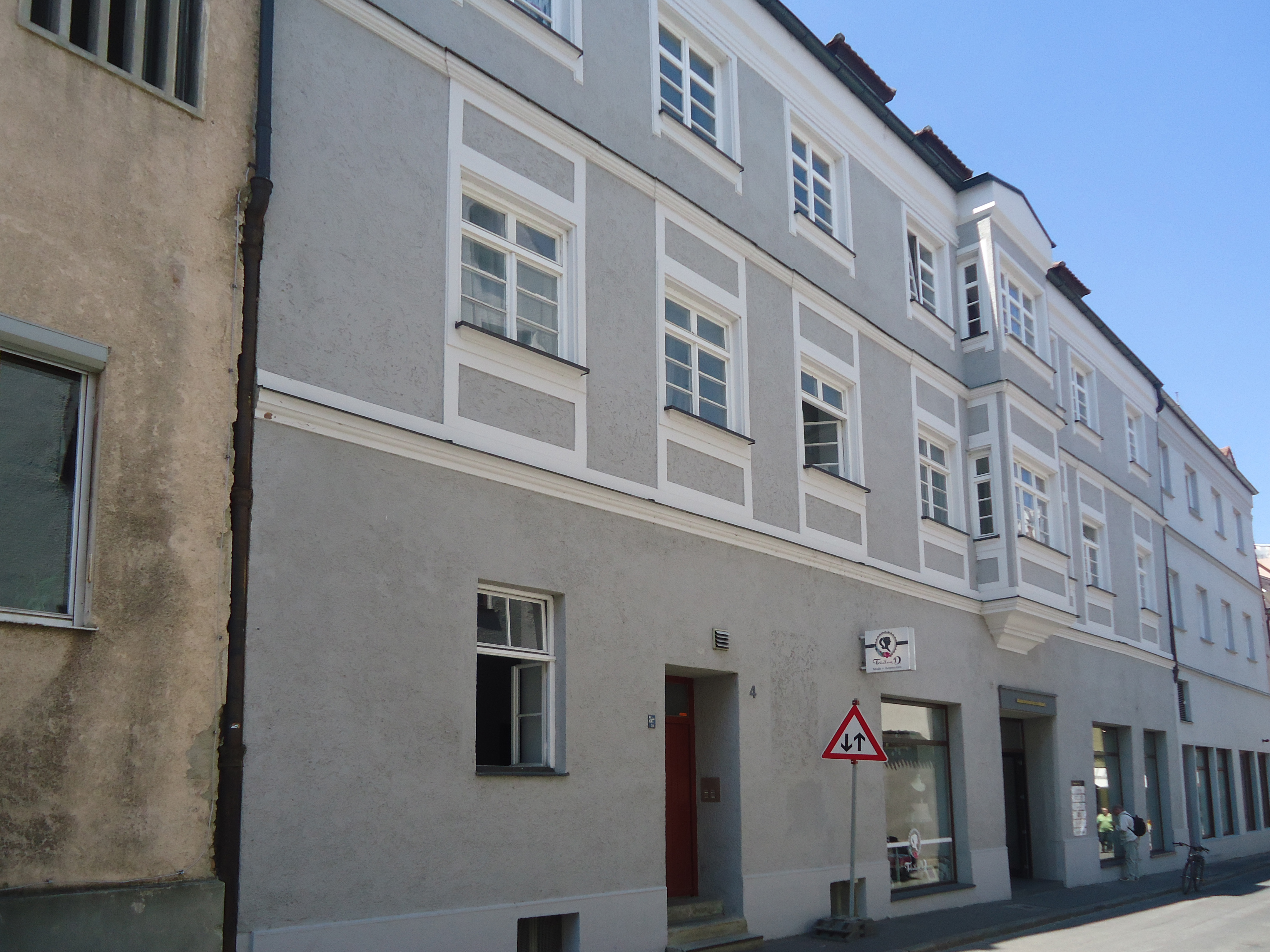
Dominikanergasse 4
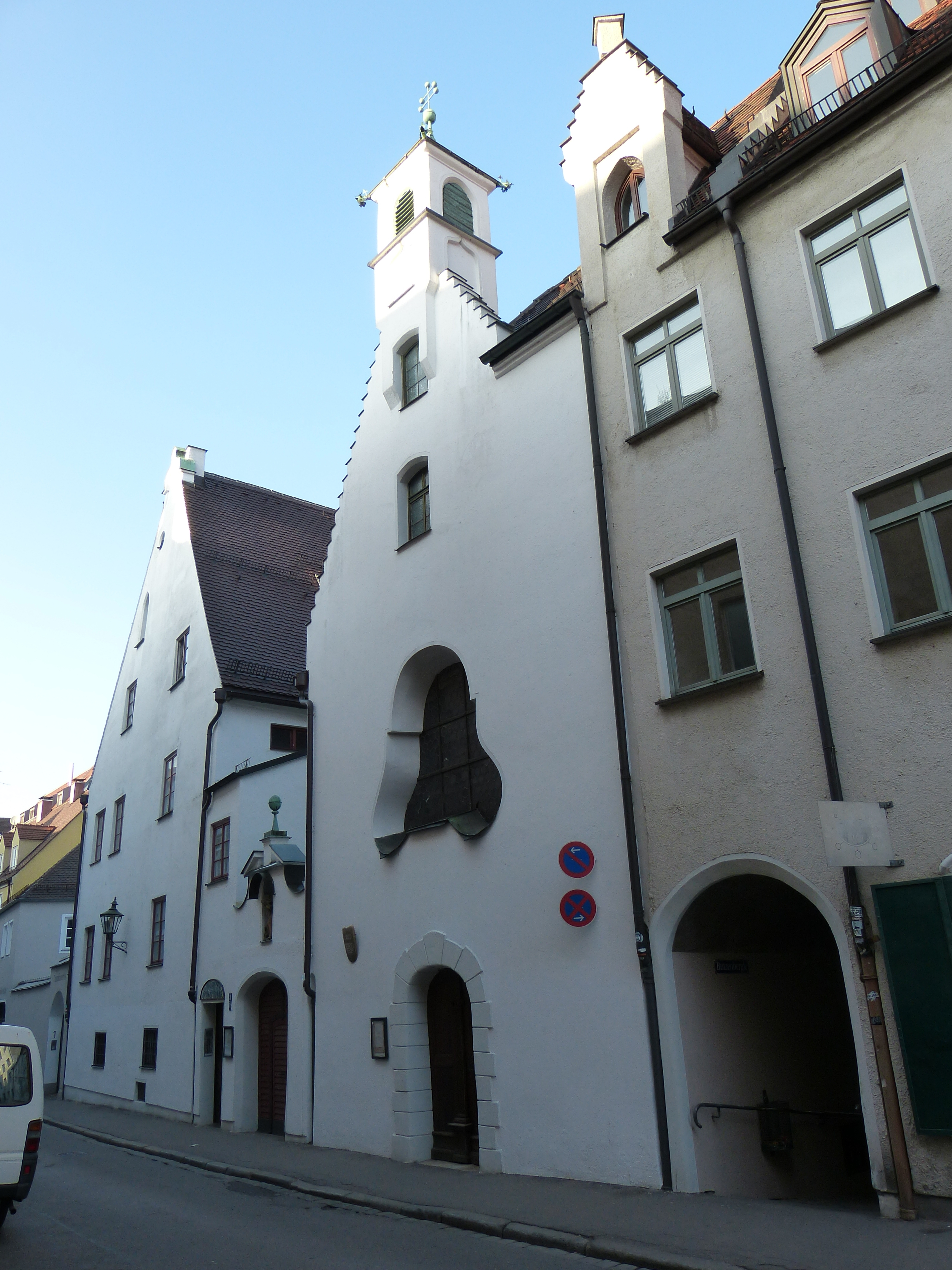
Stiftungskapelle St. Antonius, Dominikanergasse 5
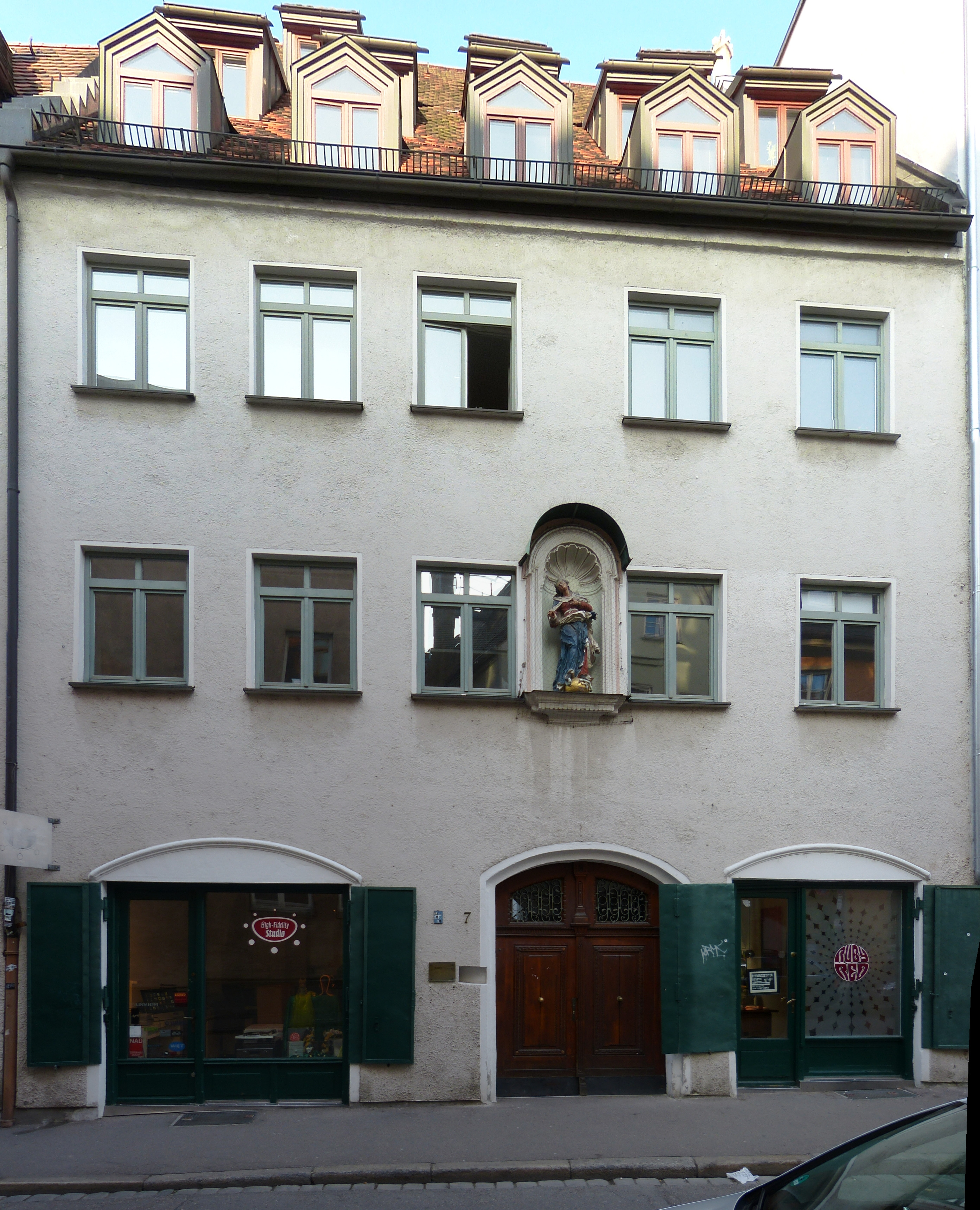
Dominikanergasse 7
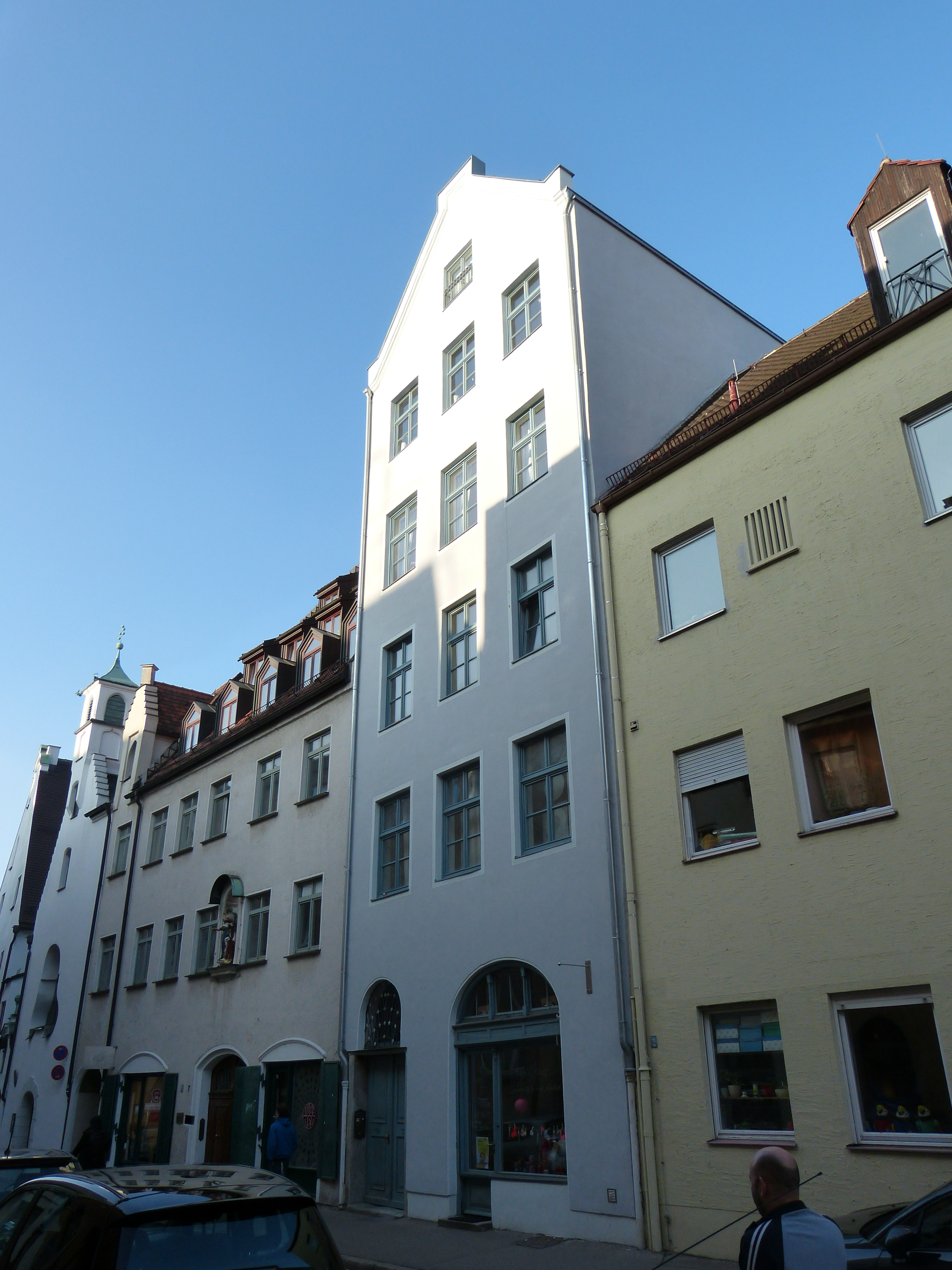
Dominikanergasse 9
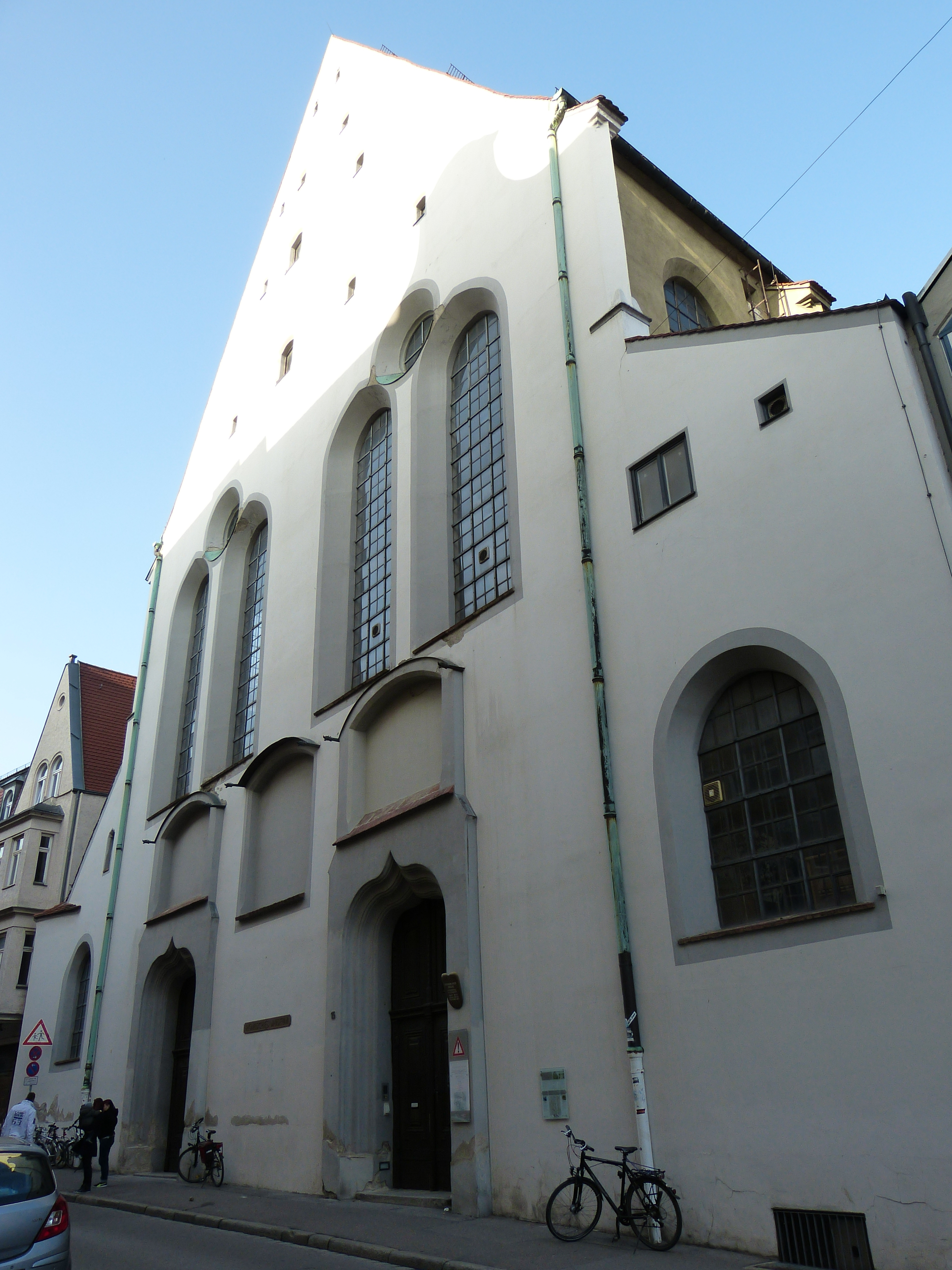
Dominikanerkirche, Dominikanergasse 15